# Église Saint-Firmin de Vaux-en-Amiénois
Ne doit pas être confondu avec Église Saint-Firmin de Millencourt ou Église Saint-Firmin de Thieulloy-la-Ville.
L'église Saint-Firmin de Vaux-en-Amiénois est une église située sur le territoire de la commune de Vaux-en-Amiénois, dans le département de la Somme.

## Historique
L'église de Vaux est dédiée à saint Firmin le martyr, premier évêque d'Amiens. Elle fut construite au XVIe siècle.
Avant la Révolution française, l'église dépendait du chapitre cathédral d'Amiens. Celui-ci fit peindre ses armes à l'intérieur de l'église en 1696, lorsqu'on abattit le jubé qui séparait la nef du chœur.
Au XIXe siècle, la nef fut agrandie et le portail réparé en 1875.

## Caractéristiques
L'église, construite en craie, est composée d'un chœur et d'une nef surmontée d'un clocher quadrangulaire recouvert d'ardoise. Le mur pignon du XVIe siècle est percé d'une porte en anse de panier, surmontée d'un arc en accolade. La petite pietà sculptée malheureusement mutilée, qui surmonte la porte sud est elle aussi du XVIe siècle.

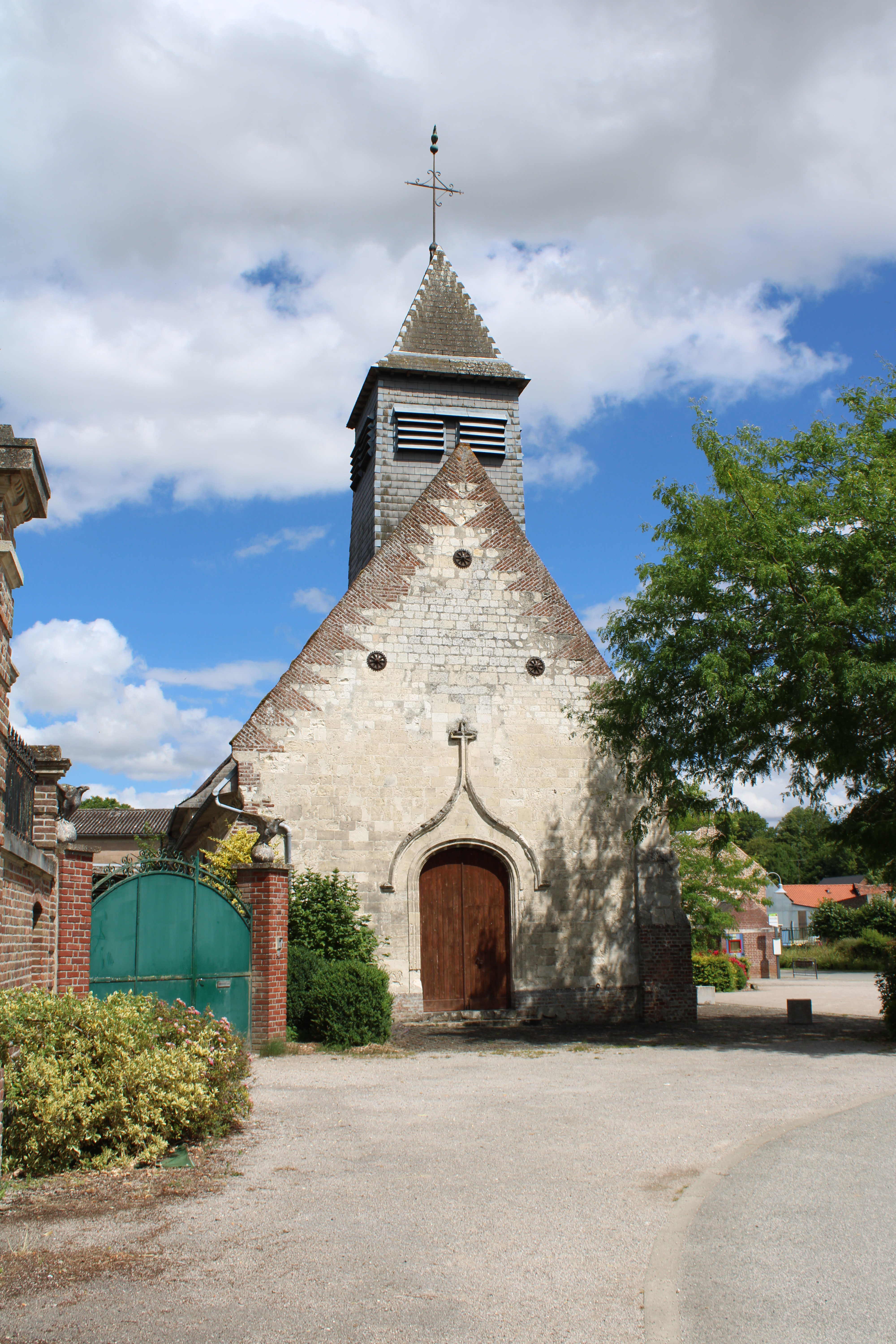
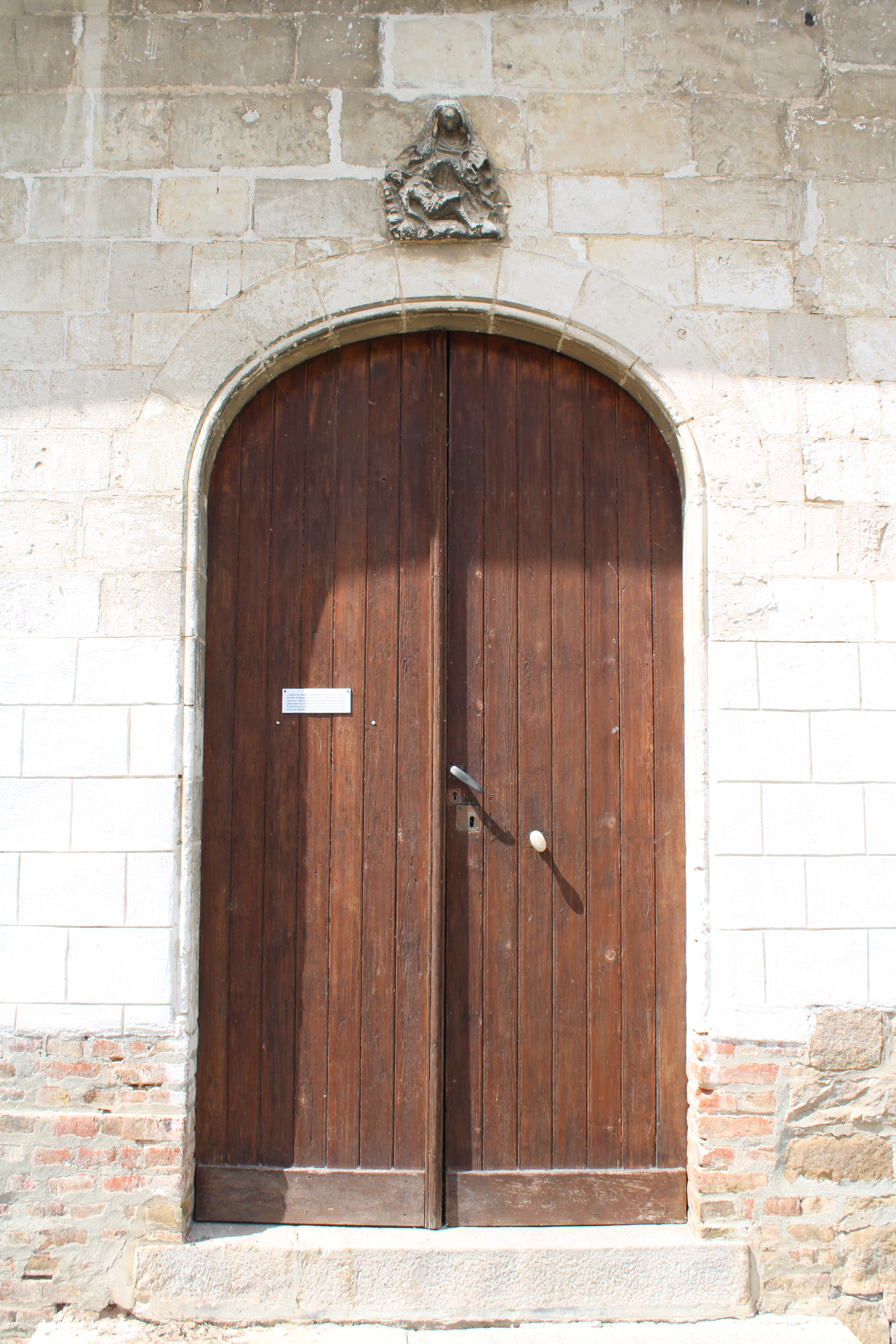
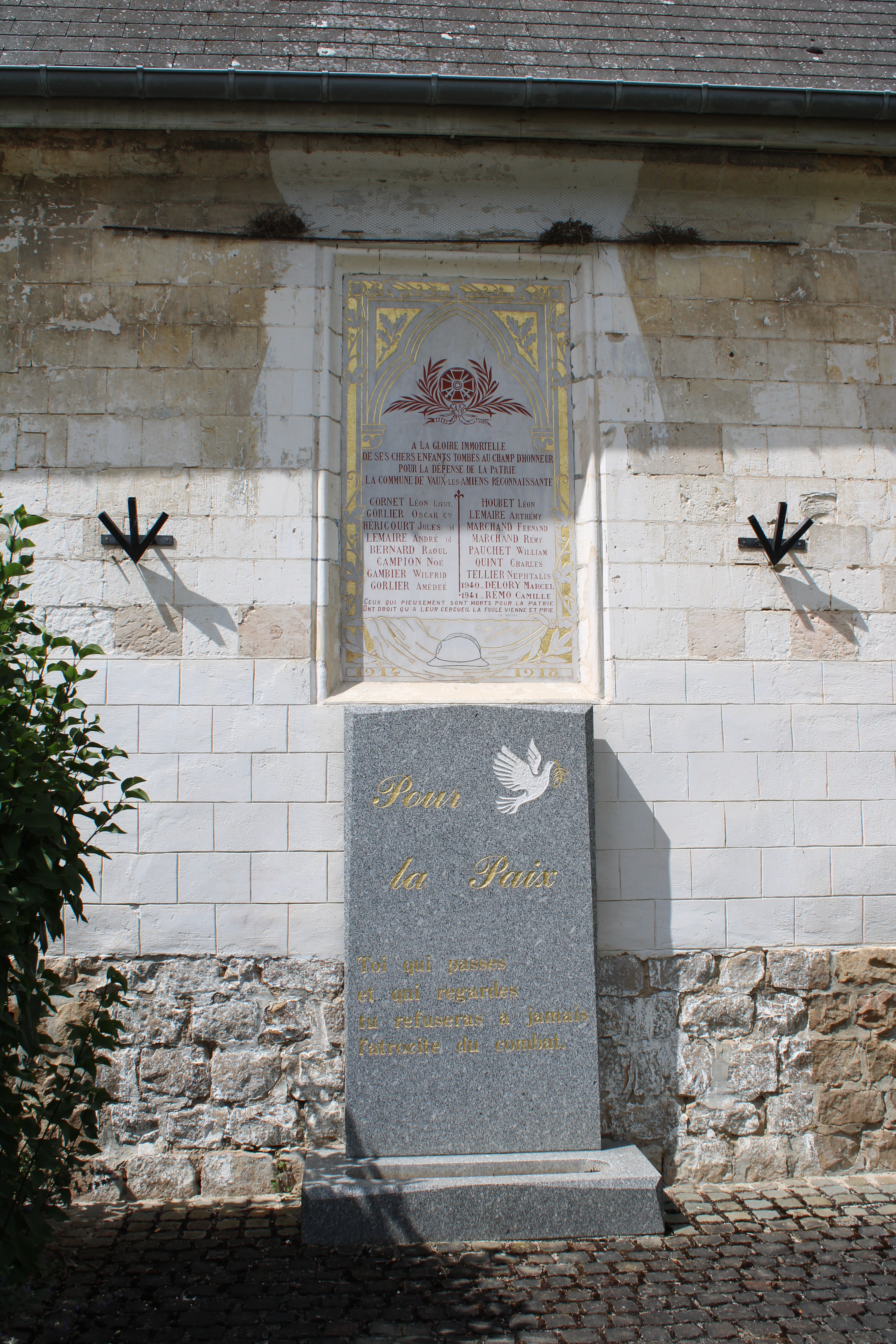